# Jan Tomasz Gross
Jan Tomasz Gross (ur. 1 sierpnia 1947 w Warszawie) – polsko-amerykański socjolog i historyk, specjalizujący się w europejskiej historii XX wieku i historii zagłady Żydów, profesor emeritus Wydziału Historii Uniwersytetu w Princeton.

## Życiorys
Urodził się w rodzinie polsko-żydowskiej. Jego ojciec, zasymilowany Żyd Zygmunt Gross, był awangardowym kompozytorem i adwokatem (bronił w procesach politycznych okresu stalinowskiego takie osoby, jak Władysław Bartoszewski i działacz PSL Stanisław Mierzwa). Matka, Hanna Szumańska, wywodziła się z rodziny szlacheckiej. W czasie okupacji była łączniczką Biura Informacji i Propagandy Armii Krajowej, a po wojnie tłumaczką klasycznej literatury francuskiej. Ratowała od Zagłady Żydów, ocalając życie między innymi Zygmuntowi Grossowi, z którym pobrała się po wojnie.
W pierwszej klasie II Liceum im. Stefana Batorego Jan Gross, razem ze starszym o rok Adamem Michnikiem, założył samokształceniowy, międzyszkolny Klub Poszukiwaczy Sprzeczności. W 1965 roku dostał się na studia na Uniwersytecie Warszawskim; studiował początkowo fizykę, lecz ku niezadowoleniu ojca przeniósł się na socjologię. W czasie studiów należał do kręgu „komandosów”, grupy kontestującej realia polityczne PRL. Po zaangażowaniu się w protesty studenckie w marcu 1968 został aresztowany na pięć miesięcy. W wyniku nagonki antysemickiej zdecydował się emigrować z kraju, co po latach tłumaczył następująco:
I myśl, że jacyś ubecy mogliby mnie z Polski wygonić, w ogóle mi do głowy nie przychodziła – Polska jest tam, gdzie ja jestem! I odwrotnie – pozostanie w kraju w sytuacji, gdy urzędas z UB może mi mówić, co mam robić, to znaczy, wzywać na przesłuchanie, na które muszę się stawić – to dla mnie właśnie była zgoda na to, żeby UB urządzało mi życie!
W 1969 za namową matki wyemigrował z rodzicami do Stanów Zjednoczonych. 28 października 1969 roku wyemigrowała z Polski również Irena Grudzińska, z którą wziął ślub trzy lata później. W międzyczasie poświęcił się pracy naukowej. W 1975 obronił doktorat z socjologii na Uniwersytecie Yale, gdzie pracował do 1984 roku w dziedzinie socjologii i sowietologii, osiągając stanowisko docenta. W latach 1984–1992 był profesorem socjologii na Uniwersytecie Emory’ego w Atlancie, a w latach 1992–2003 wykładał politologię i studia europejskie w New York University. Był stypendystą fundacji Fullbrighta, Guggenheima, Hoovera i Rockefellera. Od 2003 roku jest profesorem historii uniwersytetu w Princeton.
W 1996 prezydent Aleksander Kwaśniewski odznaczył go Krzyżem Kawalerskim Orderu Zasługi Rzeczypospolitej Polskiej.

## Praca naukowa
Zajmuje się naukami politycznymi i społecznymi, a w tym kontekście szczególnie problematyką II wojny światowej i Holokaustu. Na długo przed kontrowersyjnymi Sąsiadami Gross publikował m.in. prace o wojnie i polskim społeczeństwie pod niemiecką (Polish society under German occupation, 1979) oraz pod sowiecką okupacją (Revolution from abroad, 1988). W 1984 roku opublikował razem z Ireną Grudzińską-Gross książkę W czterdziestym nas Matko na Sibir zesłali... – wybór osobistych relacji polskich obywateli uwalnianych z obozów i ze zsyłki w głąb ZSRR. W 1986 roku w „Aneksie” (nr 41–42) pojawił się jego esej Ten jest z ojczyzny mojej..., ale go nie lubię, w którym pisał o przejawach masowego antysemityzmu Polaków podczas wojny, sprzyjającego realizowanej przez Niemców zagładzie. Ten jest... nie miał większego rozdźwięku społecznego; w 1998 roku esej znalazł się obok dwóch innych – Ja za takie oswobodzenie im dziękuję i proszę ich, żeby to był ostatni raz (o reakcji społeczności żydowskiej na okupację radziecką podczas II wojny światowej) oraz Ceny strachu (o antysemityzmie w powojennej Polsce) – w publikacji Upiorna dekada.
Autor książki Sąsiedzi (finał Nagrody Literackiej Nike 2001), dotyczącej pogromu w Jedwabnem, dokonanego 10 lipca 1941 na żydowskich mieszkańcach miasta przez Polaków z miasta i okolic. Publikacja wywołała w Polsce kontrowersje nie tylko wśród światopoglądowej prawicy, ale również w środowisku „Gazety Wyborczej”, której redaktor naczelny Adam Michnik uznawał sprawę konfliktów Polaków z Żydami za zamkniętą. Instytut Pamięci Narodowej wszczął po publikacji Grossa śledztwo i po dwóch latach potwierdził główne ustalenia Grossa: bezpośrednie sprawstwo w pogromach ze strony Polaków, działających za przyzwoleniem Niemców; zarzuty IPN-u natury merytorycznej dotyczyły głównie przeszacowanej przez Grossa liczby zamordowanych Żydów.
W czerwcu 2006 ukazała się w Stanach Zjednoczonych kolejna książka Grossa, Fear. Anti-Semitism in Poland After Auschwitz (Strach. Antysemityzm w Polsce po Auschwitz, wyd. pol. 2008), w której zajął się on problemem pogromu kieleckiego, krakowskiego i rzeszowskiego w 1946. Polskie wydanie ukazało się 11 stycznia 2008 nakładem wydawnictwa Znak. W 2011 roku Gross razem z Ireną Grudzińską wydał książkę Złote żniwa. Rzecz o tym, co się działo na obrzeżach zagłady Żydów, poświęconą losom mienia pożydowskiego na ziemiach polskich. Apodyktyczny ton, z jakim Gross pisał Strach oraz Złote żniwa, był krytykowany m.in. przez Aleksandra Smolara: „Nie można pisać o tym, co się działo w Polsce, zapominając o tym, co w tym samym czasie miało miejsce w Europie – w całym pasie krajów okupowanych przez Związek Radziecki i Niemcy. Do pogromów doszło także w Rumunii, na Węgrzech, w państwach nadbałtyckich...”
W 2021 r. znalazł się na 13. miejscu listy najbardziej wpływowych historyków i historyczek przygotowanej przez Academic Influence.

## Kontrowersje
W artykule opublikowanym na Project Syndicate Eastern Europe’s Crisis of Shame (Wschodnioeuropejski kryzys wstydu), Gross stwierdził: „Polacy, którzy zasłużenie są dumni z oporu ich społeczeństwa wobec nazistów, faktycznie zabili w czasie wojny więcej Żydów niż Niemców”. Wypowiedź Grossa, głównie za sprawą niemieckiego przedruku w „Die Welt”, spotkała się z zarzutami manipulacji historycznej; Ambasador RP w Niemczech Jerzy Margański zapowiedział przygotowanie listu protestacyjnego do „Die Welt” w tej sprawie, a ambasador Polski w Stanach Zjednoczonych Ryszard Schnepf oświadczył, że artykuł Grossa przyjął z niedowierzaniem i konsternacją. 15 września 2015 na podstawie art. 133 Kodeksu karnego prokuratura Rejonowa Warszawa-Żoliborz wszczęła śledztwo w powyższej sprawie. W styczniu 2016 Kancelaria Prezydenta RP zwróciła się do MSZ z prośbą o opinię dotyczącą możliwości odebrania profesorowi Janowi Tomaszowi Grossowi Krzyża Kawalerskiego Orderu Zasługi RP. Zdaniem Grzegorza Wysockiego – choć wypowiedź Grossa była niefortunna – została mylnie zrozumiana jako jednoznacznie antypolska.

## Publikacje

### Autorskie
- 1979: Polish society under German occupation: the Generalgouvernement, 1939–1944, Princeton University Press.
- 1988: Revolution from Abroad. The Soviet Conquest of Poland’s Western Ukraine and Western Belorussia. – wznowione w 2003 przez Princeton University Press: ISBN 0-691-09603-1.
- 1998: Upiorna dekada: trzy eseje o stereotypach na temat Żydów, Polaków, Niemców i komunistów: 1939–1948, Kraków: Universitas.
- 1999: Studium zniewolenia: wybory październikowe 22 X 1939, Kraków: Universitas.
- 2000: Sąsiedzi: Historia zagłady żydowskiego miasteczka, Sejny, Fundacja Pogranicze, ISBN 83-86872-13-6,  wydanie angielskojęzyczne w 2001 jako Neighbors: The Destruction of the Jewish Community in   Jedwabne, Poland, Princeton University Press, 2001, ISBN 0-14-200240-2.
- 2003: Wokół „Sąsiadów”: polemiki i wyjaśnienia, Sejny: Pogranicze.
- 2006: Fear: Anti-Semitism in Poland After Auschwitz, Random House, ISBN 0-375-50924-0. Wydanie Polskie w 2008 jako Strach: Antysemityzm w Polsce tuż po wojnie. Historia moralnej zapaści, Znak, ISBN 978-83-240-0876-6.
- 2011: Złote żniwa. Rzecz o tym, co się działo na obrzeżach zagłady Żydów, Znak, Kraków, ISBN 978-83-240-1522-1.
- 2018: Sąsiedzi i inni. Prace zebrane na temat Zagłady, Wydawnictwo Austeria, Kraków, ISBN 978-83-7866-268-6.
- 2019: PiS i antysemityzm, czyli pośmiertne zwycięstwo Dmowskiego, Wydawnictwo Austeria, Kraków, ISBN 978-83-7866-268-6.
- 2021: Opowieści Kresowe 1939 - 1941 Prekariat, Wydawnictwo Austeria, Kraków, ISBN 978-83-7866-303-4.

### Redakcje
- 1981: War through children’s eyes: the Soviet occupation of Poland and the deportations, 1939–1941, Irena Grudzińska-Gross, Jan Tomasz Gross ; przedmowa Bruno Bettelheim ; wstęp Jan Tomasz Gross ; tłumaczenie Ronald Strom, Dan Rivers, Stanford, Calif.: Hoover Institution Press, Stanford University.
- 1983: „W czterdziestym nas Matko na Sibir zesłali...”. Polska a Rosja 1939-42, wybór i opracowanie Jan Tomasz Gross, Irena Grudzińska-Gross, wstęp napisał Jan Tomasz Gross. Wybór świadectw złożonych przez deportowanych przez NKWD do obozów Gułagu i na zesłanie na Syberię i do Kazachstanu, w tym dziecięcych wypracowań polskich dzieci uwolnionych z sowieckiej zsyłki lat 1939–1942 ze zbiorów ambasady RP w ZSRR 1941-1943 przechowywanych w Instytucie Hoovera. Londyn: Aneks 1983. OCLC 567675504.
- 1984: Poland’s self-limiting revolution, Jadwiga Staniszkis, wydane przez Jana T. Grossa, Princeton, N.J.: Princeton University Press.
- 2000: The politics of retribution in Europe: World War II and its aftermath, István Deák, Jan T. Gross, Tony Judt (red.), Princeton, N.J.: Princeton University Press.

### Inne
- 2018: Jan Tomasz Gross w rozmowie z Aleksandrą Pawlicką ...bardzo dawno temu, mniej więcej w zeszły piątek..., Wydawnictwo W.A.B., Warszawa, ISBN 978-83-280-6010-4.